# Bandage (roue)
Pour les articles homonymes, voir Bandage (homonymie).
Le bandage, ou bande de roulement, est une couche d'usure, fixée autour de la jante d'une roue. C'est donc elle qui supporte l'usure due au contact avec la voie, et non la jante.
Des bandages métalliques équipent notamment les roues de nombreux anciens véhicules hippomobiles et engins de travail (voitures à bras, charrettes, brouettes…) ainsi que celles de certaines locomotives. 
Des bandages caoutchoutés pleins équipent les roues des premiers cycles et automobiles jusqu'à l'invention, à la fin du XIXe siècle, du bandage pneumatique, dit « pneu ».

## Ferroviaire

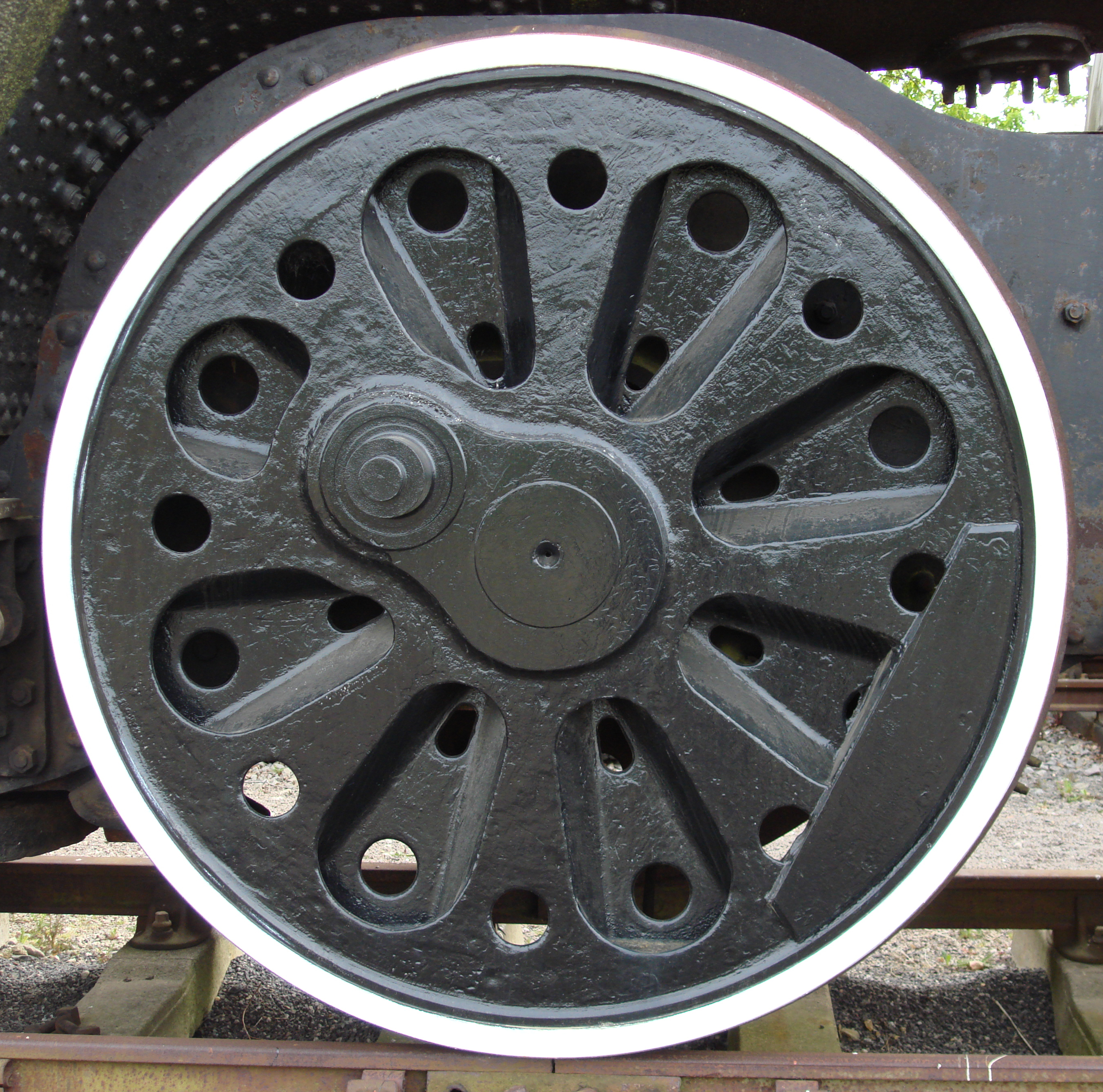
Roue d'une Pacific, le bandage en blanc est visible autour de la jante.

Le bandage est fabriqué à un diamètre intérieur légèrement inférieur au diamètre extérieur de la jante. Il est monté après chauffage, la dilatation du bandage permettant son montage, le refroidissement assure ensuite un assemblage indémontable.
Le bandage porte sur son côté intérieur un rebord ou boudin, qui par appui sur le bord intérieur du rail permet de guider le véhicule.
Cette pièce peut casser, à cause de l'usure, de chocs thermiques ou d'un défaut de fabrication, provoquant alors des dégâts plus ou moins importants (allant jusqu'au déraillement du train en pleine vitesse comme dans l'accident d'Eschede en 1998). Ce bris est appelé rupture de bandage.
Au début du XXe siècle, pour éviter la perte des morceaux d'acier après rupture, les bandages sont parfois rivetés ou agrafés.
Une particularité de cette pièce est qu'elle peut être réusinée. Lors d'un freinage d'urgence, le bandage en contact avec le rail s'aplatit (on dit qu'« il a un plat ») et donc la roue ne tourne plus rond. À l'aide d'un tour, il est possible de refaire le profil du bandage en lui enlevant de la matière sur tout le pourtour. Lorsque le bandage arrive à une certaine cote minimale, il est obligatoirement changé.